# 苍岭镇 (酉阳县)
苍岭镇，是中华人民共和国重庆市酉阳土家族苗族自治县下辖的一个乡镇级行政单位。

## 行政区划
苍岭镇下辖以下地区：
苍岭村、太河村、苍坝村、秋河村、岭口村、小店村、大河口村和南溪村。

## 中国传统村落
2012年，大河口村被评为首批“中国传统村落”。